# ソロモン・キタノ・メンダナ・ホテル

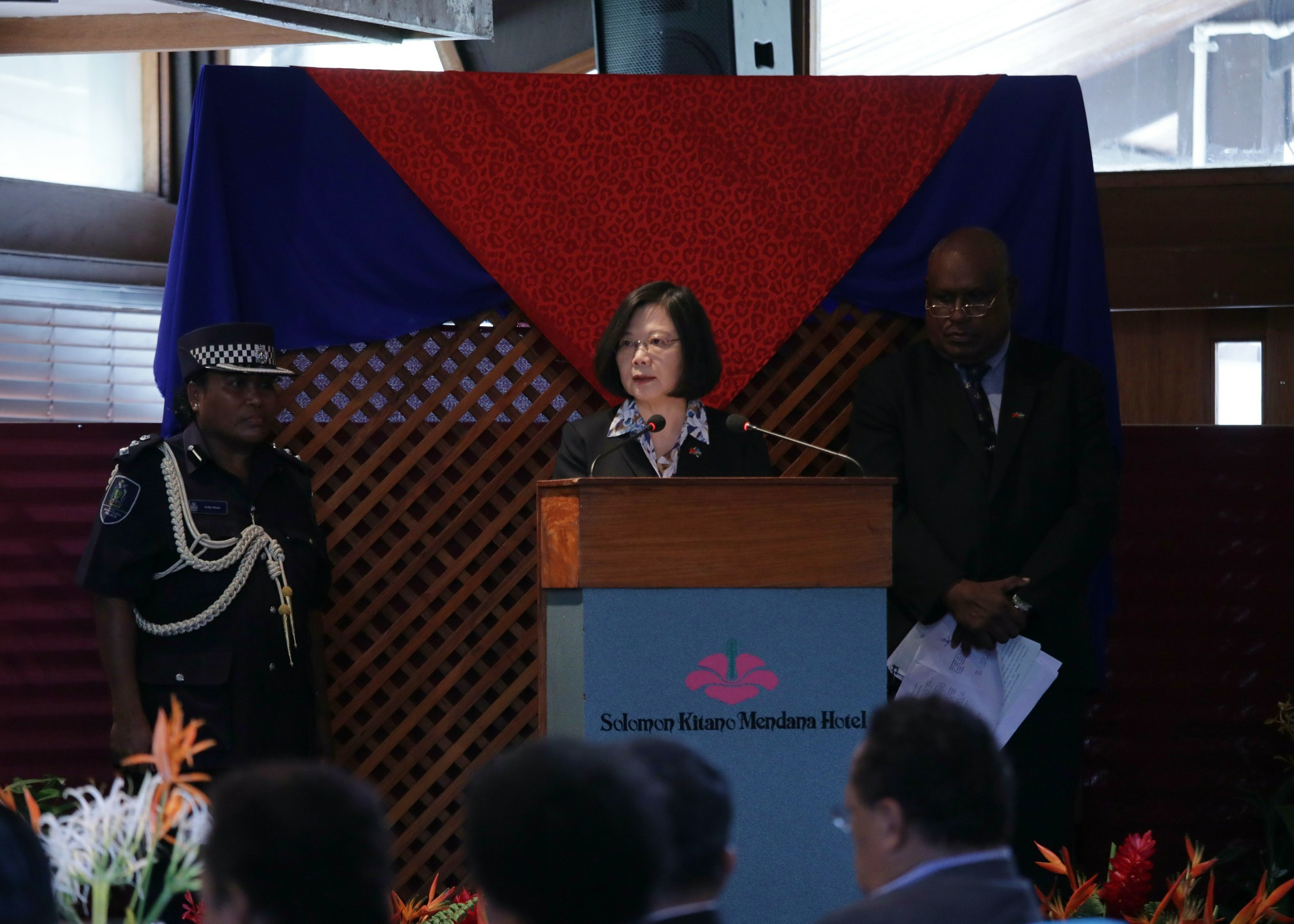
2017年11月2日、ソロモン・キタノ・メンダナ・ホテルで開催の晩餐会に国賓として招かれて感謝のスピーチをする中華民国（台湾）の蔡英文総統。当時のソロモン諸島は台湾と国交があった。

ソロモン・キタノ・メンダナ・ホテル（英語: Solomon Kitano Mendana Hotel）は、ソロモン諸島の首都にしてガダルカナル島最大の都市ホニアラにある日系ホテルである。その名が示すように、ホニアラ市の西側を東西に横断する目抜き通りメンダナ通りに面する。
1980年初頭よりソロモン諸島政府の委託で水産業関係の建設事業を請け負っていた北野建設が、経営不振に陥っていた国営ホテルを引き継ぐ形で1989年11月に開業した。2011年2月、ホテルの公式ウェブサイトが開設。

## 住所
| 所在地 | Mendana Avenue, Honiara |
| 私書箱 | P.O. Box 384, Honiara   |

## 施設

### 日本食レストラン「白梅」
ソロモン諸島では数少ない和食レストランで、読みは「はくばい」。寿司、刺身、すき焼き、天ぷら等の日本料理に加えて、日本酒や焼酎も提供している。
在ソロモン諸島日本国大使館の大使離任パーティーなどにも使われる。

### インターナショナル・レストラン「キャピタナ」
近海で獲れた海産物を使った西洋レストラン。キャピタナの名は、初めてソロモン諸島に来航したスペイン人探検家アルバロ・デ・メンダーニャに因む。

### カフェ&バー「ララタナ・テラス」
軽食とドリンクがメインのテラス席のあるカフェバー。

### 会議場「アルバロ」
収容人数20名の小会議室（55.5m²）や収容人数150名の大会議室（166.5m²）を含む、全フロア278.0m²の大小会議場。